# 1972年ミュンヘンオリンピックのインド選手団
1972年ミュンヘンオリンピックのインド選手団（1972ねんミュンヘンオリンピックのインドせんしゅだん）は、1972年8月26日から9月11日にかけて西ドイツのミュンヘンで開催された1972年ミュンヘンオリンピックのインド選手団、およびその競技結果。

## 概要
今大会は銅メダル1個を獲得した。

## メダル
| メダル | 選手名 | 競技     | 種目 |
| ------ | ------ | -------- | ---- |
| 銅     | [[]]   | ホッケー | 男子 |